# 小柱悬钩子
小柱悬钩子（学名：Rubus columellaris）是蔷薇科悬钩子属的植物，为中国的特有植物。分布于中国大陆的四川、广东、云南、江西、福建、湖南、广西、贵州等地，生长于海拔2,000米的地区，多生在山坡和山谷疏密杂木林内较阴湿处，目前尚未由人工引种栽培。

## 别名
三叶吊杆泡（广东、广西）

## 异名
- Rubus columellaris Tutch. var. etropicus (Hand.-Mazz.) Metc.
- Rubus columellaris Tutch. var. villosus Yu et Lu